# Calumma furcifer
Calumma furcifer là một loài thằn lằn trong họ Chamaeleonidae. Loài này được Vaillant & Grandidier mô tả khoa học đầu tiên năm 1880.